# 하마마쓰 공습

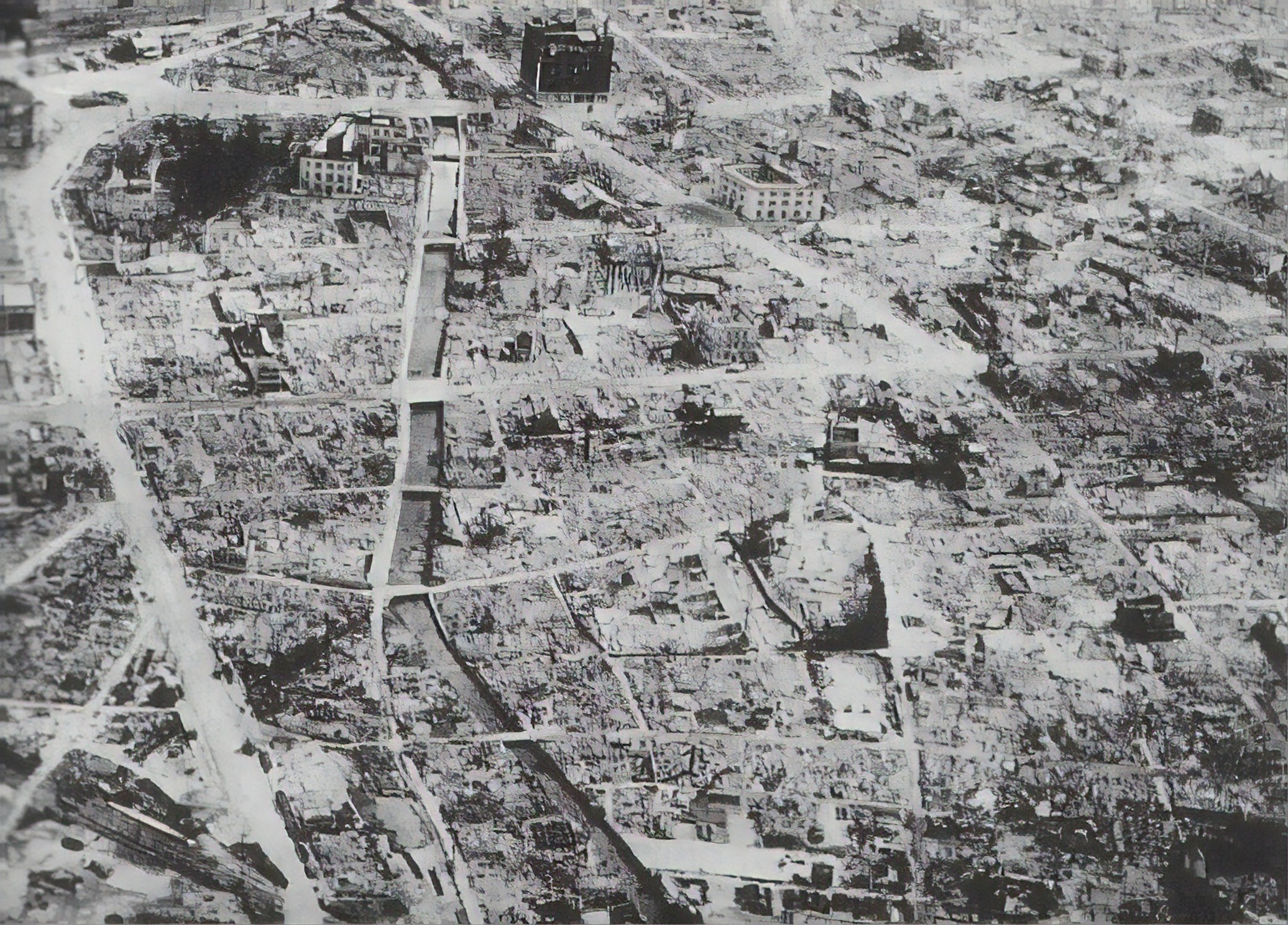
1945년 대공습 이후 파괴된 하마마쓰시

제2차 세계 대전 기간의 하마마쓰 폭격은 하마마쓰 공습(일본어: 浜松空襲 하마마쓰구슈[*])라고도 부르며 제2차 세계 대전 기간 중 일본 전역 수행 기간 있었던 미국 공군의 일본 시즈오카현 하마마쓰시에 대한 전략폭격 작전이다.

## 배경
하마마쓰시는 태평양 전쟁 기간 중 여러 차례 미국 육군 항공대의 전략폭격 목표물이 되었다. 육상폭격기를 동원한 전략폭격 외에도 미국 해군 소속 항공모함에서 발진한 함재기를 동원한 폭격도 있었으며, 영국 왕립해군과 합동으로 1945년 7월 29일 전함을 동원하여 해상 포격도 하였다.
하마마쓰는 도쿄와 오사카를 잇는 도카이도 본선의 중간 기점으로 일본 철도 중심지였고, 그 외에도 여러 군사적으로 중요한 시설이 많았다. 하마마쓰는 일본의 대표적인 군수공업 공장인 쇼와 야쿠인, 나카지마 항공사, 스즈키 공업 소재지었다. 일본 제국 육군 항공대의 주요 공군기지이자 항공 사관학교가 있는 하마마쓰 기지도 있었다. 또한, 사이판에서 발진한 미군 폭격기가 나고야 또는 도쿄로 향하는 비행경로의 중간 지점에 있었기 때문에 도쿄나 나고야를 폭격할 때 보조 목표로 함께 폭격당하기도 했다.
1945년 기준 하마마쓰의 추정 인구는 166,346명이었다. 전후 미국 육군 항공대가 발간한 전략 폭격 보고서에 따르면 전쟁 기간 있었던 하마마쓰 공습으로 시가지의 대략 60.3%가 파괴된 것으로 추측하고 있다.

## 폭격 연표
- 1945년 2월 15일 - USAAF 제20공군 소속 보잉 B-29 슈퍼포트리스 54기가 하마마쓰 남쪽의 미쓰비시자동차공업을 폭격했다. 폭격 도중 B-29 6기가 격추되었다. 이 폭격으로 지상 민간인 150명이 사망했다.[5]
- 1945년 4월 30일 - B-29 폭격기 69기가 하마마쓰를 소이폭격했다. 이 폭격으로 약 1,000명이 사망한 것으로 추정된다.[6][7]
- 1945년 5월 19일 - 제314폭격편대 소속 B-29 폭격기 272기가 하마마쓰 동부, 북동부 주거지를 주간폭격했다. 약 450명이 사망한 것으로 추정된다.[8][9][10]
- 1945년 6월 17-18일 - B-29 폭격기 450기 이상이 하마마쓰 중심부를 폭격하여 화염폭풍이 발생, 도시가 완전히 파괴되었다. 이 폭격으로 약 1,800명이 사망한 것으로 추정된다.[11][12]
- 1945년 7월 1일 - 이오지마에서 발진한 B-29 84기가 하마마쓰를 폭격했다.[13]
- 1945년 7월 9일 - 이오지마에서 발진한 B-29 100기 이상이 하마마쓰를 폭격했다.[14]
- 1945년 7월 24일 - 이오지마에서 발진한 P-51 91기가 하마마쓰를 폭격했다.[15]
- 1945년 7월 29일 - 미군 전함 3척, 영국 전함 1척이 하마마쓰를 전함으로 일제포격한 후 뒤이은 미군 폭격기의 공습으로 도카이도 본선의 중간 역인 하마마쓰역을 포함한 철도선을 파괴하고 공업단지를 타격했다. 이 폭격으로 170명이 사망한 것으로 추정된다.[16]

## 같이 보기
- 제2차 세계 대전 기간의 전략폭격

## 서지
- Kenneth P. Werrell (1996년). 《Blankets of Fire》. Smithsonian Institution Press. ISBN 1-56098-665-4.
- F. J. Bradley (1999년). 《No Strategic Targets Left. Contribution of Major Fire Raids Toward Ending WWII》. Turner Publishing. ISBN 1-56311-483-6.
- Kit C. Carter (1975년). 《The Army Air Forces in World War II: Combat Chronology, 1941-1945》. DIANE Publishing. ISBN 1-4289-1543-5.
- Conrad C. Crane (1994년). 《The Cigar that brought the Fire Wind: Curtis LeMay and the Strategic Bombing of Japan》. JGSDF-U.S. Army Military History Exchange. ASIN B0006PGEIQ.
- Richard B. Frank (2001년). 《Downfall: The End of the Imperial Japanese Empire》. Penguin. ISBN 0-14-100146-1.
- A. C. Grayling (2007년). 《Among the Dead Cities: The History and Moral Legacy of the WWII Bombing of Civilians in Germany and Japan》. Walker Publishing Company Inc. ISBN 0-8027-1565-6.
- Edwin P. Hoyt (2000년). 《Inferno: The Fire Bombing of Japan, March 9 – August 15, 1945》. Madison Books. ISBN 1-56833-149-5.
- Bernard C. Nalty (1999년). 《War in the Pacific: Pearl Harbor to Tokyo Bay》. University of Oklahoma Press. ISBN 0-8061-3199-3.
- Donald H. Shannon (1976년). 《United States air strategy and doctrine as employed in the strategic bombing of Japan》. U.S. Air University, Air War College. ASIN B0006WCQ86.
- Dennis Wainstock (1996년). 《The Decision to Drop the Atomic Bomb》. Greenwood Publishing Group. ISBN 0-275-95475-7.